# 投野由紀夫
投野 由紀夫（とうの ゆきお、1961年〈昭和36年〉- ）は、日本の英語教師、言語学者。専門は、コーパス言語学・英語語彙習得論・辞書学。

## 人物
東京都大田区出身。女優の手塚理美は幼稚園時代の同級生にあたる。
東京外国語大学総合国際学研究院（言語文化部門・言語研究系）教授。言語学博士（Ph.D.、ランカスター大学）。
明海大学に助教授として勤務していた2003年、NHK『100語でスタート!英会話』の講師に就任。この番組の中に「コーパスくん」というキャラクターを登場させ、当時日本ではあまり知られていなかったコーパスやコーパス言語学という言葉を広めることに貢献し、番組は3年続いた。2005年、教授に昇任した。2007年東京外国語大学に移籍。
2016年度～2020年度までNHKラジオ基礎英語3の講師を務めており、中学生の年代にもコーパスを教える場面がある（金曜日のReviewを中心に。）

## 学歴
- 1985年　東京学芸大学教育学部英語中等教員養成課程卒業
- 1987年　東京学芸大学大学院教育学研究科英語教育学専攻修士課程修了
- 2002年　ランカスター大学言語学科大学院博士課程修了

## 職歴
- 1987年　東京都立航空工業高等専門学校 講師
- 1990年　東京学芸大学教育学部 講師
- 2000年　ランカスター大学言語学科 嘱託講師
- 2001年　明海大学外国語学部 助教授
- 2005年　明海大学外国語学部 教授
- 2007年　東京外国語大学大学院地域文化研究科 准教授
- 2009年　東京外国語大学総合国際学研究院 准教授（大学院改組による配置換え）
- 2010年　同 教授

## 著書
- 『NHK100語でスタート!英会話 アメリカ編』日本放送出版協会 2004
- 『コーパス練習帳 NHK100語でスタート!英会話』日本放送出版協会 2004
- 『NHK100語でスタート!英会話 オーストラリア編』日本放送出版協会 2005
- 『スーパーコーパス練習帳 NHK 100語でスタート!英会話』日本放送出版協会 2005
- 『出る順マスター英会話コーパスドリル Dr.コーパス投野由紀夫の仕事で使える「英単語帳」! 日常会話編』アルク 2007
- 『NHK100語でスタート!英会話 イギリス編』日本放送出版協会 2006
- 『コーパス練習帳プラス NHK100語でスタート!英会話』日本放送出版協会 2006
- 『投野由紀夫のコーパス超入門 コーパスでわかる英語学習のコツ』小学館 コーパスの本　2006
- 『出る順マスター英会話コーパスドリル Dr.コーパス投野由紀夫の仕事で使える「英単語帳」! ビジネス編』アルク 2007
- 『コーパス練習帳パーフェクト NHK100語でスタート!英会話』日本放送出版協会 2008
- 『コーパス・フレーズ練習帳 コーパス100!で英会話』日本放送出版協会 2009
- 『口を鍛えるフレーズ連結英作文トレーニング 句が大事』国際語学社 2013
- 『口を鍛える句動詞体得英作文トレーニング 句が大事!』国際語学社 2014
- 『発信力をつける新しい英語語彙指導 プロセス可視化とチャンク学習』三省堂 2015

### 共著・監修（国内）
- 『英語語彙習得論 ボキャブラリー学習を科学する』編著 河源社 英語教育研究リサーチ・デザイン・シリーズ 1997
- 『TOEICテスト900点突破ボキャブラリー』阿部真理子共著 相原律子,猪飼輝子訳 アルク 2002
- 『英語語彙の指導マニュアル』望月正道,相澤一美共著 大修館書店 英語教育21世紀叢書 2003
- 『小学館-ケンブリッジ英英和辞典』監修 2004
- 『コーパス英語類語使い分け200』編 小学館 2005
- 『耳から覚えるコーパス厳選150語』監修 宝島社 2005
- 『新TOEICテスト900点突破英単語ドリル 改訂版』阿部真理子共著 相原律子,猪飼輝子,石本絢子訳 アルク 2007
- 『日本人中高生一万人の英語コーパス 中高生が書く英文の実態とその分析』編著 小学館 コーパスの本 2007
- 『フェイバリット 英単語・熟語＜テーマ別＞』3000、4500　編著（東京書籍）2008-15
- 『Dr.コーパス直伝:ボキャブラリーの攻め方 僕はこうして語彙を増やしてきた』監修・執筆 アルク 2009
- 『エースクラウン英和辞典』編 三省堂 2009
- 『プログレッシブ英和中辞典 第5版』瀬戸賢一共編 小学館 2012
- 『NHK基礎英語これだけ英単語300』監修 NHK「基礎英語」制作班編 ディスカヴァー・トゥエンティワン 2013
- 『英語学習者コーパス活用ハンドブック』金子朝子,杉浦正利,和泉絵美共編著 大修館書店 2013
- 『英語到達度指標CEFR-Jガイドブック CAN-DOリスト作成・活用』編 大修館書店 2013
- 『英語教師のためのコーパス活用ガイド』赤野一郎,堀正広共編著 大修館書店 2014
- 『オールカラーマンガで覚える英単語・フレーズ』堀江一郎マンガ監修 しらいたま作画 イースト・プレス 2014
- 『Mr.コーパス投野由紀夫のより抜き表現360 NHK基礎英語データベース』監修 NHK「基礎英語」制作班編 NHK出版 2014
- 『コーパスと英語教育』編 英語コーパス研究シリーズ ひつじ書房、2015
- 『クラウンチャンクで英単語Standard 標準』編 三省堂 2015
- 『クラウンチャンクで英単語Basic 基礎』編 三省堂 2015
- 『英語辞書をつくる 編集・調査・研究の現場から』南出康世,赤須薫,井上永幸,山田茂共編 大修館書店 2016
- 『NHK基礎英語3 CAN-DOチェックサクッとおさらい!書き込み式ワークブック スタート』監修 NHK出版 2016
- 『クラウンチャンクで英単語Advanced 発展』編 三省堂 2016

## 著書（海外）
- Corpus-Based Language Studies: An Advanced Resource Book (Routledge)
- Research on Dictionary Use in the Context of Foreign Language Learning (Max Niemeyer)